# Communauté de communes des Cévennes Actives
La Communauté de communes des Cévennes Actives est une ancienne communauté de communes française, située dans le département du Gard, plus précisément dans l'arrondissement d'Alès, au pied des Cévennes.

## Historique
La Communauté de communes des Cévennes Actives est créée en décembre 1999.
Le 1er janvier 2013, elle disparaît à la suite de sa fusion avec la Communauté de communes Cèze-Cévennes.

## Composition
Elle était composée de six communes :
- Bessèges
- Bordezac
- Gagnières
- Meyrannes
- Peyremale
- Robiac-Rochessadoule

## Démographie
| 1982  | 1990  | 1999  | 2006  | 2009  | 2010  |
| ----- | ----- | ----- | ----- | ----- | ----- |
| 7 707 | 6 884 | 6 355 | 6 578 | 6 612 | 6 562 |